# Athetis malacha
Athetis malacha är en fjärilsart som beskrevs av Druce 1889. Athetis malacha ingår i släktet Athetis och familjen nattflyn. Inga underarter finns listade i Catalogue of Life.